# Plac Konfederacji w Warszawie
Plac Konfederacji – główny plac osiedla Zdobycz Robotnicza w dzielnicy Bielany w Warszawie położony u zbiegu ulic Schroegera, Lipińskiej, Daniłowskiego i Płatniczej.

## Opis
Wokół placu znajdują się niskie budynki pochodzące z drugiej połowy lat 20. XX wieku, zaprojektowane przez Janusza Dzierżawskiego. Zbudowane są w stylu dworkowym, w jakim chętnie budowano wówczas tego typu domy. Jest ich 27, choć planowano wybudować ich więcej. Planów tych nie zrealizowano z powodu bankructwa związanej z ruchem chrześcijańsko-demokratycznym spółdzielni.
Na placu znajduje się również kościół św. Zygmunta, projektu Zbigniewa Pawelskiego. Jego budowa została zakończona w 1981 r.

Na środku placu Konfederacji znajduje się głaz upamiętniający żołnierzy walczących podczas II wojny światowej w 77. pułku piechoty Wojska Polskiego. Napis na nim głosi: 

Żołnierzom 77. pułku piechoty Wojska Polskiego i 77. pułku piechoty okręgu nowogródzkiego Armii Krajowej oraz mieszkańcom ziemi lidzkiej. Poległym i zamordowanym przez okupantów w latach 1939–1945. W hołdzie i ku pamięci następnych pokoleń Polaków. Rodacy.